# Taylor Wessing
Taylor Wessing LLP é um escritório de advocacia internacional com 33 escritórios internacionalmente. A empresa tem mais de 300 parceiros e mais de 1100 advogados em todo o mundo. A empresa foi formada como resultado de uma fusão do escritório de advocacia britânico Taylor Joynson Garrett e do escritório de advocacia alemão Wessing & Berenberg-Gossler, mantendo o primeiro nome de cada um.

## História

### Taylor Joynson Garrett e seus antecessores
O antecessor mais antigo do escritório de advocacia Taylor começou a vida em 1782 como uma empresa administrada por um único médico, Thomas Smith. O primeiro Taylor juntou-se a ele como parceiro em 1788. A partir de 1805, o Taylor original praticou por conta própria até a morte em 1822.
Naquele momento, outro sócio, Jacob Mold, havia se juntado e a empresa continuava sob vários nomes, geralmente incorporando o nome "Taylor" até 1832, quando o primeiro filho de Taylor (Taylor II) entrou como sócio. A empresa era então conhecida como Mold Taylor & Co.
Mold partiu logo depois e a empresa se tornou Parker, Taylor e Rooke. Desde 1848, Taylor II praticou por conta própria até 1866, quando seu filho, Taylor III, se juntou a ele, tornando-se a empresa conhecida como RS Taylor & Son. Ele foi acompanhado pelo primeiro Humbert em 1879, a empresa se tornando RS Taylor Son & Humbert. Este nome foi simplificado para Taylor & Humbert quarenta anos depois.
Taylor & Humbert fundiram-se com Parker Garrett em 1982, tornando-se Taylor Garrett. A empresa fundiu-se com a Joynson-Hicks em 1989, chamando-se Taylor Joynson Garrett.

### Wessing & Berenberg-Gossler e seus antecessores

Brasão de Berenberg-Gossler

Em 1873, o mais antigo antecessor do escritório de advocacia Wessing & Berenberg-Gossler foi fundado em Hamburgo por Hermann May e Alfons Mittelstrass. A empresa concentrava-se em serviços jurídicos corporativos, atendendo aos comerciantes hanseáticos, a classe de elite que governava a cidade-república de Hamburgo. Esta empresa evoluiu para a Berenberg-Gossler & Partner, pois seu então proprietário Günter von Berenberg-Gossler aceitou pela primeira vez vários advogados como parceiros em sua empresa em 1960. Berenberg-Gossler pertencia à dinastia bancária de Berenberg, proprietários do Berenberg Bank (formalmente Joh. Berenberg, Gossler & Co.) e amplamente considerada uma das duas famílias hanseáticas mais importantes de Hamburgo. O escritório Berenberg-Gossler & Partner tornou-se o escritório de advocacia corporativo mais importante de Hamburgo.
O conde Rüdiger von der Goltz estabeleceu uma advocacia em Stettin em 1926 e, em 1954, aceitou o jovem advogado Kurt Wessing como sócio.
O escritório de advocacia de Zimmermann, Reimer, Hohenlohe Sommer havia sido fundado em 1975 em Munique, e mais tarde se tornou Zimmermann, Hohenlohe, Sommer, Rojahn.
Em 1989, Berenberg-Gossler & Partner se fundiu com Graf von der Goltz Wessing & Partner e Zimmermann Hohenlohe Sommer Rojahn . Em 1993, a empresa fundiu-se com o renomado escritório de advocacia Kanzlei Lange & von Braunschweig, em Frankfurt, e tornou - se Wessing Berenberg-Gossler Zimmermann Lange (também conhecido como Wessing & Berenberg-Gossler).

### Taylor Wessing
Em 2002, Taylor e Wessing & Berenberg-Gossler se fundiram para se tornar Taylor Wessing. Em março de 2012, a RHT Law em Cingapura ingressou formalmente na Taylor Wessing (RHTLaw Taylor Wessing) e em maio de 2012 a empresa austríaca e|n|w|c se fundiu, adicionando mais oito escritórios em seis novas jurisdições. A empresa usa o nome "Taylor" há mais de 230 anos. Em 2013, o escritório foi nomeado Escritório de Advocacia do Ano no The Lawyer Awards 2013.
Em junho de 2014, dois escritórios de representação foram abertos em Palo Alto e na cidade de Nova York para fornecer suporte no terreno a clientes nos EUA. Em maio de 2014, foi estabelecida uma associação com a empresa coreana DR & AJU International Law Group, estendendo a presença de Taylor Wessing no sudeste da Ásia. Em setembro de 2015, dois novos escritórios foram estabelecidos na Holanda por meio de uma fusão com a principal empresa holandesa Deterink Advocaten en Notarissen.
Em maio de 2016, escritórios na Arábia Saudita foram estabelecidos por meio de uma associação com a Alsulaim Alawaji & Partners Law Firm.

## Prêmio de Retrato Fotográfico Taylor Wessing
Taylor Wessing patrocina o Prêmio Fotográfico de Retrato anual da National Portrait Gallery, em Londres, desde 2008. O relacionamento de Taylor Wessing com a Galeria começou em 2005 com o patrocínio de As Mais Fotografadas do Mundo.

## Responsabilidade social corporativa
A empresa apoia o Future First, apoiando crianças através de uma comunidade de ex-alunos de escolas e faculdades. «Taylor Wessing's Charities and Community programme»